# Würzer

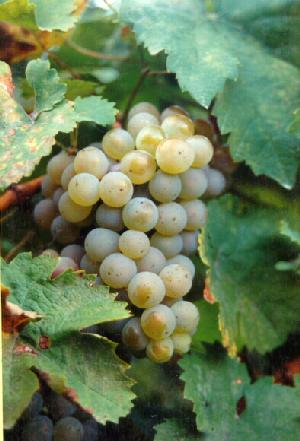
Uva würzer.

La würzer es una uva blanca alemana. Es fruto de un cruce entre la gewürztraminer y la müller-thurgau. La variedad fue engendrada en la estación de investigación de viticultura de la ciudad de Alzey en 1932 pero no se plantó a una escala significativa hasta la década de 1980. En la actualidad hay unas 100 hectáreas plantadas en Rheinhessen. La vid da buenos rendimientos.

## Vinos
De acuerdo con el experto en vino Jancis Robinson, würzer tiende a producir vinos muy "poderosos", con notables niveles de alcohol.